# ローレンス・ウェイナー

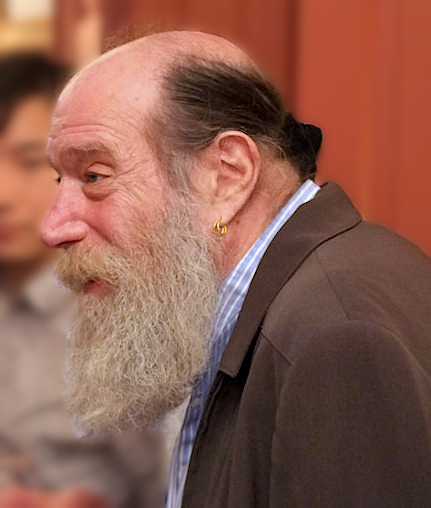
ローレンス・ウェイナー (2011)

ローレンス・ウェイナー（Lawrence Weiner, 1942年2月10日 − 2021年12月2日）は、アメリカ合衆国の著名なコンセプチュアル・アーティスト。

## 概要
自分の芸術を「インフォメーション」と称し、1968年、法律用語を使って自分の芸術の意図を宣言したことが有名である。
1. 作家が作品を組み立ててもよい。
The artist may construct the piece.
2. 作品は（作家以外の者によって）組み上げられてもよい。
The piece may be fabricated.
3. 作品は組み立てられなくてもよい。
The piece need not built.
4. これらの選択肢はどれもが等しく作家の意図と合致しているので、（作品の展示）条件の決定は、その時に（作品の）管理者の地位にある者に委ねられている。
Each being equal and consistent with the intent of the artist the decision as to condition rests with the receiver upon the occasion of receivership.

## 経歴
ニューヨーク市ブロンクス区出身。2017年ウルフ賞芸術部門受賞。